# Holytown
Holytown est un village situé dans le North Lanarkshire, en Écosse.